# Hirschenau
Hirschenau ist eine Ortschaft in der Gemeinde St. Nikola an der Donau im Bezirk Perg in Oberösterreich.
Hirschenau wirkt wie eine Enklave in Niederösterreich, denn es ist an vier Seiten von Niederösterreich umgeben, ist aber dennoch über einen schmalen Landstrich längs der Donau an das übrige Gemeindegebiet angebunden. Der Ort wird von der Donau Straße erschlossen. Durch den Ort führt auch die Donauuferbahn mit der Haltestelle Hirschenau-Nöchling, die aber nicht mehr bedient wird. Am 1. Jänner 2024 gab es in Hirschenau 54 Einwohner.